# Liste der Bürgermeister der Stadt Katowice
Chronologische Auflistung der Bürgermeister der Stadt Katowice seit dem Amtsantritt des ersten Stadtrats und Magistrats am 14. Mai 1866:
| Jahre              | Name                             | Partei(en)                                                        |
| ------------------ | -------------------------------- | ----------------------------------------------------------------- |
| 1866–1871          | Louis Diebel                     |                                                                   |
| 1871–1873          | Oswald Kerner                    |                                                                   |
| 1874–1889          | Otto Rüppel                      |                                                                   |
| 1889               | Kosch (kommissarisch)            |                                                                   |
| 1890–1902          | August Schneider                 |                                                                   |
| 1903–1920          | Alexander Pohlmann               | Freisinnige Volkspartei / seit 1918 Deutsche Demokratische Partei |
| 1922–1928          | Alfons Górnik                    |                                                                   |
| 1928–1939          | Adam Kocur                       | ChD                                                               |
| 1939               | Julius Friedrich (kommissarisch) |                                                                   |
| 1940–1945          | Hans Tiessler                    |                                                                   |
| bis 29. Sept. 1945 | Jan Wesołowski                   |                                                                   |
| 1945–1946          | Zenon Tomaszewski                |                                                                   |
| 1946–1950          | Aleksander Willner               |                                                                   |
| 1950–1952          | Stefan Kruzel                    |                                                                   |
| 1952–1953          | Ewald Lisoń                      |                                                                   |
| 1953–1971          | Antoni Wojda                     |                                                                   |
| 1971–1975          | Paweł Podbiał                    |                                                                   |
| 1975–1978          | Lucjan Gajda                     |                                                                   |
| 1978–1981          | Marian Wysocki                   |                                                                   |
| 1981–1984          | Edward Mecha                     |                                                                   |
| 1984–1989          | Jerzy Świerad                    |                                                                   |
| 1989–1990          | Krystyna Nesteruk                |                                                                   |
| 1990–1994          | Jerzy Śmiałek                    |                                                                   |
| 1994–1998          | Henryk Dziewior                  |                                                                   |
| 1998–2014          | Piotr Uszok                      | Forum Samorządowe i Piotr Uszok                                   |
| seit 2014          | Marcin Krupa                     |                                                                   |